# Нижние дома
Нижние дома (изначально служебные дома) — памятник архитектуры, комплекс зданий, расположенных в Ломоносове, к северо-востоку от Большого дворца. Современный адрес — Дворцовый проспект, 46А, 46Б, 46Д, 48, 48А.
Ансамбль создавался в 1710—1720 годах для размещения служащих дворца. В комплекс входит центральный дом, у которого ранее было 25 осей по главному фасаду (сохранился частично; ранее в нём была оранжерея, остальные дома были жилыми), два симметричных боковых флигеля по 7 осей каждый и два небольших флигеля позади них. Все здания связаны каменной оградой, с торцов участка сделаны ворота с увенчанными шарами столбами. Ограда трёхметровая, её протяжённость — 165 метров, ворота металлические.
В центральном корпусе был мезонин над расположенным в середине трёхосевым ризалитом. Западные флигеля (дом 48) во второй половине XIX века были перестроены (надстроены вторым этажом), средняя и восточная часть центрального корпуса были разобраны до высоты ограды с сохранением отделки (креповки, рустовки лопаток). Восточный флигель (дом 46) сохранился лучше, главный его фасад по центру раскрепован, сверху расположен фронтон. Углы здания и лопатки рустованы, наличники фигурные, у них, как и у Картинного дома, закруглённые и треугольные сандрики.